# Incertella sulcata
Incertella sulcata är en tvåvingeart som först beskrevs av Oswald Duda 1934.  Incertella sulcata ingår i släktet Incertella och familjen fritflugor. Inga underarter finns listade i Catalogue of Life.